# Guarda-chaves

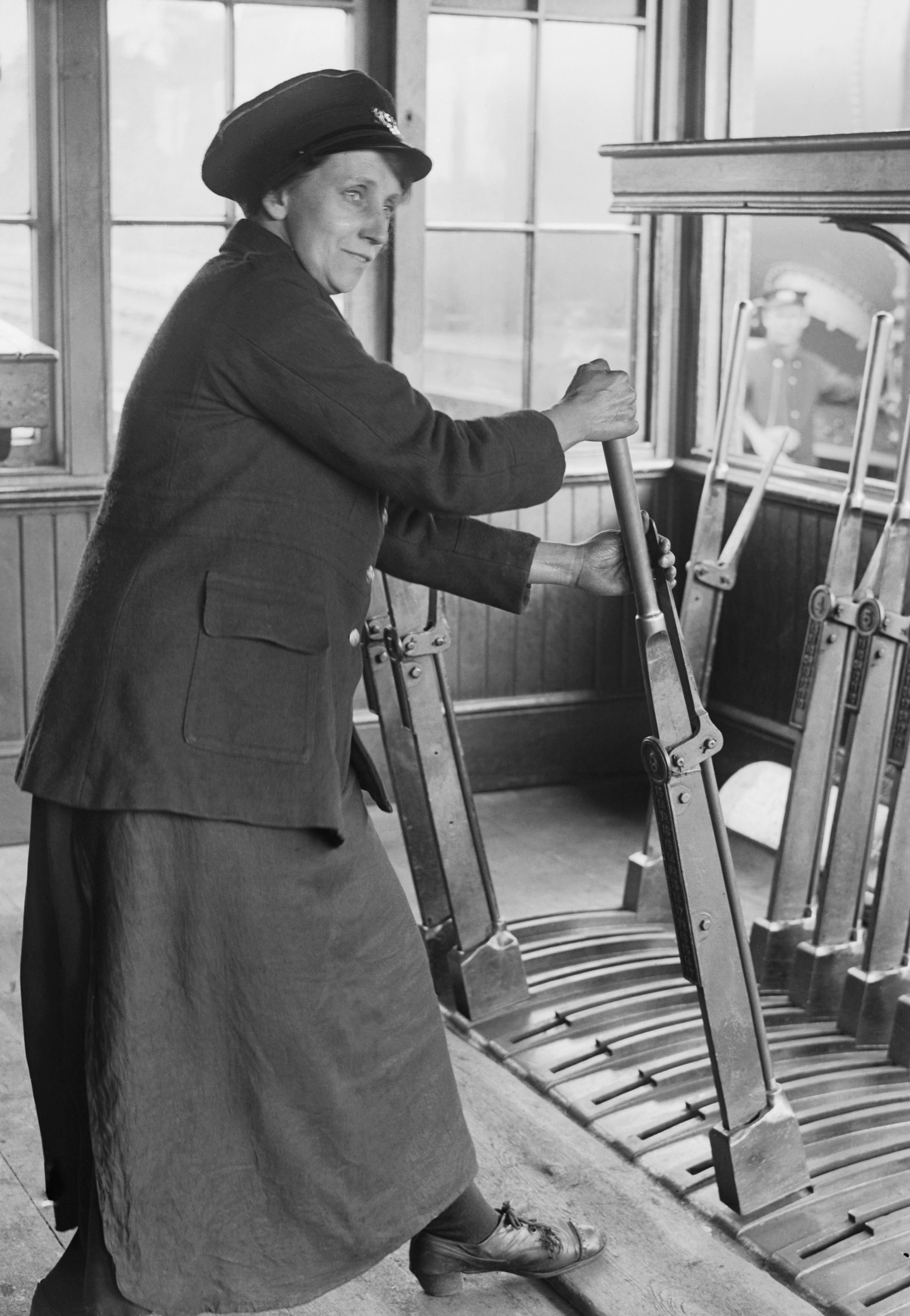
Guarda-chaves em uma cabine da Grande Central em Annesley, Nottinghamshire, 1918

Um guarda-chaves, também chamado de agulheiro, guarda-agulhas, sineiro ou sinaleiro ferroviário, manobreiro/manobrador, é um empregado de uma rede de transporte ferroviário que opera manualmente os pontos e sinais das agulhas ou chaves em um posto de sinais, a fim de controlar a circulação de comboios, abrindo e fechando chaves de desvio e ramais no aparelho de mudança de via, mecanismo de desvio de trens na sinalização ferroviária. 

## História
Os primeiros sinaleiros, originalmente chamados Policiais Ferroviários (que levaram na Inglaterra na década de 1830 o apelido de 'Bobby', devido ao seu chefe, Sir Robert Peel), foram empregados no início do século XIX e usavam bandeiras para se comunicar entre si e para treinar motoristas e ampulhetas com o objetivo de trabalhar com intervalo de tempo entre estações. Eles tinham que guardar e monitorar a via e segurança de uma estrada de ferro. 